# Cheniers
Cheniers é uma comuna francesa na região administrativa do Grande Leste, no departamento de Marne. Estende-se por uma área de 15.58 km², e possui 105 habitantes, segundo o censo de 2018, com uma densidade de 6.7 hab/km².